# Rafał Ziemkiewicz

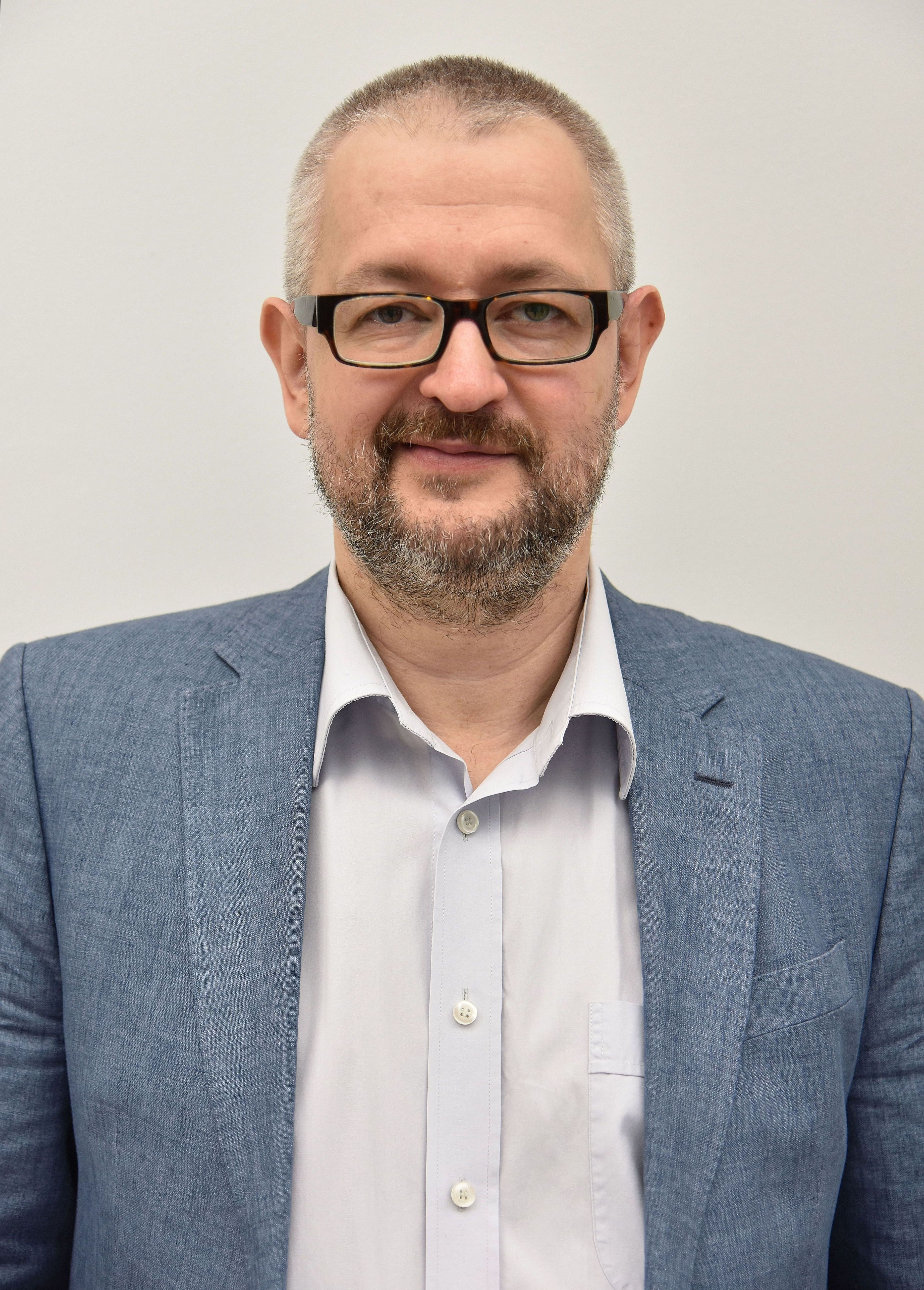
Rafał A. Ziemkiewicz

Rafał Aleksander Ziemkiewicz (* 13. September 1964 in Piaseczno) ist ein polnischer Publizist und Autor von Science-Fiction- und Fantasy-Romanen.

## Leben
Ziemkiewicz studierte Polonistik an der Universität Warschau.
Nach dem Studium arbeitete er als Journalist und Feuilletonist, unter anderem für die Zeitschrift Najwyższy Czas, den vierten Kanal des polnischen Hörfunks und die Zeitung Gazeta Polska, bei der er bis 1997 die Publizistikabteilung leitete. Seit geraumer Zeit ist er unabhängiger Publizist, obwohl er mit dem libertären Politiker Janusz Korwin-Mikke sympathisiert, zwischen 1993 und 1994 Pressesprecher der liberalkonservativen Partei Unia Polityki Realnej war und 1995 als Stipendiat bei der Republikanischen Partei in Seattle arbeitete. Er publiziert unter anderem in der polnischen Edition der Zeitschrift Newsweek und der Tageszeitung Rzeczpospolita.
Als Science-Fiction-Autor debütierte er mit der Erzählung Z palcem na spuście im Wochenblatt Odgłosy im Juli 1982. Ziemkiewicz ist Preisträger des Janusz-A.-Zajdel-Preises für die Romane Pieprzony los kataryniarza (1995) und Walc stulecia (1998) sowie für die Erzählung Śpiąca królewna (1996).

## Antisemitismusvorwürfe
Im Februar 2018 sagte Rafał Ziemkiewicz eine Vortragsreise in England ab, nachdem Parlamentsmitglieder wegen seiner homophoben und antisemitischen Ansichten die Regierung aufgefordert hatten, ihm die Einreise zu untersagen. Aufgrund von Ziemkiewicz’ jüngster Publikation wurde von der Vereinigung der „Offenen Republik gegen Antisemitismus und Homophobie“ (Otwarta Rzeczpospolita, Stowarzyszenie przeciw Antysemityzmowi i Ksenofobii) vor der Staatsanwaltschaft Warschau eine Klage angestrengt. Ziemkiewicz wird vorgeworfen, er hätte darin Juden als „ruchlos“, den Holocaust als „Mythos“ und junge Israelis als „Tötungsmaschinen“ bezeichnet.

## Werke
Erzählungen
- Władca szczurów (Alfa 1987, Erzählungen: Cortex cerebri, Pilot, Prezydent, Łąka, Władca szczurów, Głosy z oddali, Labirynt, Hellas – III, Notatnik I – VI)
- Skarby stolinów (KAW 1990, Erzählungen: Hrebor Cudak, Mikroroman – Skarby stolinów, Uwagi tłumacza)
- Zero złudzeń (Białowieża 1991, Erzählungen: Hellas – III, Ciśnienie, Historia, Człowiek w pociągu, Zero złudzeń, Strach, Mięso kobiet, Jawnogrzesznica, Szosa na Zaleszczyki, Notatnik VII – XIII)
- Czerwone dywany, odmierzony krok (Nowa 1996, Erzählungen: Źródło bez wody, Pięknie jest w dolinie, Czerwone dywany, odmierzony krok, Śpiąca królewna)
- Śpiąca królewna (RTW 2001, auch als Hörbuch)
- Cała kupa wielkich braci (Fabryka Słów 2002, Erzählungen: Żywa gotówka, Cała kupa wielkich braci, Pobożne życzenie, Żadnych marzeń, Ostatnie słowo, Jawnogrzesznica, Godzina przed świtem, Koszt uzyskania)

Romane
- Wybrańcy Bogów (Przedświt 1991, SuperNOWA 2000)
- Walc Stulecia (Nowa 1998)
- Pieprzony los kataryniarza (Nowa 1995)
- Ciało obce (Świat Książki 2005)

Feuilletonistik (Sammlungen)
- Zero zdziwień (Nepo 1995)
- Viagra mać (Fabryka Słów 2002)
- Frajerzy (Fabryka Słów 2003)
- Polactwo (Fabryka Słów 2004)
- Michnikowszczyzna (Red horse 2006)